# Pictures of Home
Pictures of Home è un brano dei Deep Purple contenuto nell'album Machine Head del 1972, della formazione Mark II. La canzone è un tempo veloce hard rock e mette in mostra uno dei marchi di fabbrica del gruppo, e cioè il virtuosismo di ciascuno dei suoi componenti che è sempre stato anche alla base dei loro concerti. Retto dal drumming e dalle variazioni di Ian Paice, Pictures of Home viene arricchita dagli assoli di chitarra, di tastiera e di basso.